# Michaela Onyenwere
Michaela Onyenwere (* 10. August 1999 in Aurora, Colorado) ist eine US-amerikanische Basketballspielerin. 

## Karriere
Vor ihrer professionellen Karriere in der WNBA spielte Onyenwere von 2017 bis 2021 College-Basketball für die University of California, Los Angeles in der Liga der National Collegiate Athletic Association (NCAA).
Beim WNBA Draft 2021 wurde sie an 6. Stelle von den New York Liberty ausgewählt, für die sie seither spielt. Aufgrund ihrer herausragenden Leistung während ihrer Rookie-Saison wurde Onyenwere mit dem Rookie of the Year Award 2021 ausgezeichnet.